# 船先雄
舩先 雄（ふなさき ゆう、1980年2月13日 - ）は、日本のフルコンタクト空手選手。奈良県出身。身長175cm、体重78kg。段位は参段。極真館奈良県北支部長。

## プロフィール
1980年2月13日、奈良県天理市にて一家の長男として生まれる。
高校1年生の時に極真会館（松井派）奈良支部に入門。その後、奈良支部の内弟子となる。
2002年12月に、当時、極真会館（松井派）の最高顧問・主席師範だった盧山初雄が設立した極真館に、兄弟子の市川雅也らとともに合流。
2005年に開催された極真館主催の第3回全日本選手権大会で初優勝を収めた。
2008年、奈良県支部長であった市川雅也に代わり、現在南支部長である高津修一らと奈良を二等分し、極真館奈良県北支部長に就任する。
2010年3月、参段取得。

## 主な戦歴
- 2012年 極真館 2012全日本空手道選手権大会争覇戦 中量級 優勝（開催地：国立代々木競技場第二体育館）
- 2008年 極真館 第6回 全日本空手道選手権大会 軽重量級 2位（開催地：国立代々木競技場第二体育館）
- 2007年 極真館 第5回 全日本空手道選手権大会 2位（開催地：さいたまスーパーアリーナ）
- 2006年 極真館 第4回 全日本空手道選手権大会 5位（開催地：さいたまスーパーアリーナ）
- 2005年 極真館 第3回 全日本空手道選手権大会 優勝（開催地：さいたまスーパーアリーナ）
- 2003年 極真館 第1回 全日本空手道選手権大会 4位（開催地：さいたまスーパーアリーナ）
- 2001年 極真会館（松井派）  第19回全日本ウェイト制空手道選手権大会 中量級4位（開催地：大阪府立体育会館）